# ساكن ربيع (تبن)

تعديل مصدري - تعديل

ساكن ربيع هي إحدى قرى عزلة الحوطة بمديرية تبن التابعة لمحافظة لحج، بلغ تعداد سكانها 44 نسمة حسب تعداد اليمن لعام 2004.